# Orašac (Bihać, BiH)
Orašac je naseljeno mjesto u gradu Bihaću, Federacija Bosne i Hercegovine, BiH.

## Zemljopis
Nalazi se 11 kilometara ispod Kulen Vakufa, ali ne na Uni.

## Povijest
Zidine starog grada su na strmom brežuljku podalje od desne obale Une. U tursko vrijeme bio je u sastavu ostrovičke kapetanije. Posadom od 60 nefera i zapovjednika ravnao je dizdar. Grad je sagrađen između 1703. i 1730. godine, uz jednu sredovječnu kulu iz vremena hrvatske srednjovjekovne države, koja je pripadala Humskoj župi. Danas je u ruševnom stanju, i od svega još se najbolje očuvala ta kula. Gradom su upravljali dizdari. Godine 1833. bila su ovdje tri topa.
Tijekom Drugog svjetskog rata, srpski ustanici željni osvetiti ustaške pokolje 4. i 5. rujna 1941. godine opljačkali su i do temelja spalili selo Orašac, svirepo ubivši veliki broj stanovnika muslimana.

## Stanovništvo

### Popisi 1971. – 1991.
| Orašac             |                |                |                |
| godina popisa      | 1991.          | 1981.          | 1971.          |
| Muslimani          | 2.498 (97,04%) | 2.479 (97,56%) | 2.185 (95,79%) |
| Srbi               | 49 (1,90%)     | 48 (1,88%)     | 69 (3,02%)     |
| Hrvati             | 1 (0,03%)      | 0              | 4 (0,17%)      |
| Jugoslaveni        | 11 (0,42%)     | 11 (0,43%)     | 1 (0,04%)      |
| ostali i nepoznato | 15 (0,58%)     | 3 (0,11%)      | 22 (0,96%)     |
| ukupno             | 2.574          | 2.541          | 2.281          |

### Popis 2013.
| Orašac             |                |
| godina popisa      | 2013.          |
| Bošnjaci           | 1.347 (99,34%) |
| Srbi               | 1 (0,07%)      |
| Hrvati             | 1 (0,07%)      |
| ostali i nepoznato | 7 (0,52%)      |
| ukupno             | 1.356          |

## Vanjske poveznice
- Satelitska snimka  Arhivirana inačica izvorne stranice od 6. rujna 2009. (Wayback Machine)